# Matthias Bachinger
Matthias Bachinger (* 2. April 1987 in München) ist ein ehemaliger deutscher Tennisspieler.

## Leben und Karriere

### 2002–2006: Juniorenkarriere und erste Erfahrungen als Profi
Matthias Bachinger begann im Alter von sechs Jahren Tennis zu spielen. Zwischen 2002 und 2005 spielte er auf der Juniorentour und erreichte dabei Platz 146 der Juniorenweltrangliste.
Im Jahr 2005 entschied sich Bachinger für eine Karriere als Tennisprofi. Schon 2004 hatte er auf Future- und Satellite-Turnieren erste Weltranglistenpunkte sammeln können. Im August 2005 erreichte er erstmals das Finale eines Future-Turniers. 2006 folgten drei weitere Future-Finals, von denen er eines gewinnen konnte. Zudem erreichte er in diesem Jahr zweimal das Halbfinale eines Challenger-Turniers und kletterte in der Weltrangliste bis auf Platz 332.

### 2007: ATP-Debüt und erster Challenger-Titel
2007 ging es weiter aufwärts: Im April 2007 konnte sich Matthias Bachinger in seiner Heimatstadt München erstmals für ein ATP-Turnier qualifizieren und gewann in der ersten Hauptrunde gegen Andreas Beck sein erstes ATP-Match. In der zweiten Runde gegen den an Position vier gesetzten Marcos Baghdatis verlor Bachinger in drei Sätzen nach über zwei Stunden Spielzeit. Im Mai 2007 versuchte Bachinger bei den French Open erstmals, sich für ein Grand-Slam-Turnier zu qualifizieren, scheiterte jedoch genau wie einen Monat später in Wimbledon in der ersten Qualifikationsrunde. Im Oktober 2007 gelang ihm dann in Louisville der bis dato größte Triumph seiner Karriere: Durch einen Sieg über John Isner erreichte er erstmals ein Challenger-Finale und traf dort auf die amerikanische Nachwuchshoffnung Donald Young. Den ersten Satz gewann der US-Amerikaner noch deutlich mit 6:0, die folgenden Sätze gewann der Deutsche dann jedoch mit 7:5, 6:3. In der Weltrangliste erreichte er daraufhin mit Rang 179 eine neue persönliche Bestmarke.

### 2008–2010: Etablierung auf der Challenger Tour
Im Februar 2008 qualifizierte sich Matthias Bachinger in Rotterdam zum zweiten Mal für ein ATP-Turnier. Er schied in der ersten Runde gegen Michael Berrer aus. Im weiteren Jahresverlauf konnte er sich für die ATP-Turniere in Kitzbühel und Stockholm qualifizieren und bekam zudem in München eine Wildcard. Es folgten jedoch jeweils Erstrundenniederlagen. Auf der Challenger-Tour erreichte Bachinger in diesem Jahr zwei Finals: Im März 2008 unterlag er in Kyōto dem Lokalmatador Gō Soeda, und in Freudenstadt verlor er gegen Simon Greul. Dennoch erreichte er nach der Finalniederlage in Freudenstadt im September 2008 mit Platz 167 seine bis dahin beste Weltranglistenposition.
Im Januar 2009 scheiterte Matthias Bachinger bei der Qualifikation für die Australian Open erst in der dritten Runde knapp an Björn Phau. Auch in Wimbledon war in der dritten Qualifikationsrunde Endstation, und auch bei anderen ATP-Turnieren konnte er sich in diesem Jahr nicht qualifizieren. Bei Challenger-Turnieren kam er in diesem Jahr nie über das Viertelfinale hinaus, hielt sich jedoch konstant in den Top 300 der Weltrangliste. Im Doppel konnte er im Juli 2009 in Rimini an der Seite von Dieter Kindlmann seinen ersten Challenger-Titel gewinnen.
Die ersten Monate des Jahres 2010 verliefen für Matthias Bachinger sehr erfolglos. Erst im Mai 2010 konnte er erstmals seit über einem halben Jahr in Cremona wieder ein Challenger-Viertelfinale erreichen. Einen Monat später stand er in Bytom sogar wieder in einem Challenger-Halbfinale. Im Doppel gewann er in Marburg zusammen mit Denis Gremelmayr seinen zweiten Titel. Nachdem er im August 2010 in Italien ein Future-Finale verloren hatte und einen Monat später in Izmir zum zweiten Mal in dieser Saison ein Challenger-Halbfinale erreicht hatte, konnte sich Bachinger im Oktober 2010 in Stockholm erstmals seit genau zwei Jahren wieder für ein ATP-Turnier qualifizieren. In der ersten Runde besiegte er mit Łukasz Kubot zum ersten Mal in seiner Karriere einen Top-100-Spieler. In der zweiten Runde traf er auf den ehemaligen Top-10-Spieler James Blake, gegen den er in einem knappen Dreisatzmatch verlor. Eine Woche später schaffte Matthias Bachinger in Wien erneut die Qualifikation für ein ATP-Turnier, diesmal schied er schon in der ersten Runde gegen Tobias Kamke aus. Im November 2010 erreichte Bachinger in Loughborough unter anderem durch einen Sieg über den Top-100-Spieler Adrian Mannarino zum ersten Mal seit über zwei Jahren wieder ein Challenger-Finale. Dort setzte er sich in drei Sätzen gegen Frederik Nielsen durch und gewann den zweiten Challenger-Titel seiner Karriere. In der Weltrangliste stieg er dadurch erstmals seit 2008 wieder in die Top 200 ein.

### 2011: Einstieg in die Top 100 und Grand-Slam-Debüt
Das Jahr 2011 begann für Matthias Bachinger mit einer verpassten Qualifikation für die Australian Open. Anfang Februar erreichte er in Courmayeur ein Challenger-Halbfinale. Drei Wochen später besiegte er beim Challenger-Turnier in Wolfsburg in der ersten Runde den Top-100-Spieler Gilles Müller, schied jedoch anschließend im Viertelfinale aus. Er gewann jedoch zusammen mit Simon Stadler seinen dritten Challenger-Titel im Doppel. Nachdem er im März 2011 beim Challenger-Turnier von Guangzhou erneut im Halbfinale ausgeschieden war, erreichte er eine Woche später in Pingguo sein erstes Challenger-Finale in diesem Jahr. Dort verlor er wie schon knapp drei Jahre zuvor gegen Gō Soeda. Einen Monat später erreichte Bachinger in Athen ohne Satzverlust sein nächstes Challenger-Finale. Da sein dortiger Gegner Dmitri Tursunow wegen einer Knieverletzung nicht antreten konnte, gewann Bachinger kampflos seinen ersten Titel in diesem Jahr und zog dadurch erstmals in die Top 100 der Weltrangliste ein. Anfang Juni 2011 verpasste er einen weiteren Challenger-Turniersieg, als er in Nottingham im Finale Gilles Müller in zwei Sätzen unterlag. Zwei Wochen später gab Matthias Bachinger in Wimbledon sein Grand-Slam-Debüt. Er schied dort jedoch in der ersten Runde in drei Sätzen gegen den an Position neun gesetzten Gaël Monfils aus. Anfang Juli 2011 gelang Bachinger in Newport gegen Dustin Brown der erste ATP-Matchgewinn des Jahres, bevor er in der zweiten Runde gegen Matthew Ebden ausschied. Beim folgenden Turnier in Granby erreichte Matthias Bachinger zum vierten Mal in diesem Jahr ein Challenger-Finale, verlor jedoch in drei Sätzen gegen Édouard Roger-Vasselin. Zwei Tage später schied Bachinger beim ATP-Turnier in Atlanta im Einzel in der ersten Runde gegen Lu Yen-hsun aus. Im Doppel jedoch konnte er zusammen mit Frank Moser erstmals ein ATP-Finale erreichen, welches sie jedoch knapp verloren. In der folgenden Woche besiegte Matthias Bachinger in Gstaad mit an Position 7 gesetzten Pablo Andújar erstmals in seiner Karriere einen Top-50-Spieler, schied dann aber in der zweiten Runde gegen Julien Benneteau aus. In der ersten Runde der US Open 2011/Herreneinzel führte Bachinger gegen Igor Kunizyn bereits klar mit 2:0 Sätzen, verlor das Match aber noch in fünf Sätzen. Ende September 2011 erreichte Matthias Bachinger in Bangkok erstmals ein ATP-Viertelfinale, wo er auf den an Position 3 gesetzten Gilles Simon traf. Gegen diesen gewann er den ersten Satz, unterlag aber letztendlich doch in drei Sätzen dem Favoriten. Aufgrund seiner Erfolge auf der Challenger Tour war Bachinger für die 2011 erstmals ausgetragenen ATP Challenger Tour Finals in São Paulo qualifiziert. Dort musste er jedoch nach drei Niederlagen bereits nach der Vorrunde die Heimreise antreten. Beim Saisonabschluss in Helsinki konnte Bachinger dann aber noch einmal ein Challenger-Finale erreichen. Er verlor dieses zwar gegen Daniel Brands, sicherte dadurch jedoch seine Top-100-Platzierung zum Jahresende.

### 2012: Erstes ATP-Halbfinale
Zu Beginn des Jahres 2012 erreichte Matthias Bachinger in Doha als Qualifikant die zweite Runde, wo er gegen Viktor Troicki ausschied. Bei seinem Australian-Open-Debüt verlor er in der ersten Runde gegen Ryan Sweeting. Nachdem er in Zagreb zum zweiten Mal in diesem Jahr die zweite Runde eines ATP-Turniers erreicht hatte, folgten in den folgenden Wochen Erstrundenniederlagen in Rotterdam, Marseille, Delray Beach und Indian Wells, wodurch Bachinger schließlich wieder aus den Top 100 herausfiel. Die Niederlagenserie endete im April 2012 beim Sandplatzturnier in Casablanca mit einem Sieg über Filippo Volandri, gefolgt von einer Niederlage gegen Benoît Paire. Zwei Wochen später gelang Bachinger dann beim Sandplatzturnier in Bukarest sein bis dato größter Erfolg: Nach einem weiteren Sieg über Volandri gewann er in der zweiten Runde in drei Sätzen gegen den an Position vier gesetzten Viktor Troicki, gegen den er Anfang des Jahres noch in Doha verloren hatte. Im Viertelfinale setzte sich Bachinger glatt in zwei Sätzen gegen Landsmann Daniel Brands durch und erreichte somit erstmals ein ATP-Halbfinale, das er dann gegen den Franzosen Gilles Simon in zwei Sätzen verlor. Bei den US Open qualifizierte er sich wie im Vorjahr erfolgreich fürs Hauptfeld, wo er in der ersten Runde dann in fünf Sätzen gegen Marcos Baghdatis ausschied. Sein bestes Ergebnis des restlichen Jahres erreichte er auf Challenger-Ebene: in Genf bezwang er in der ersten Runde den topgesetzten Tobias Kamke und kam bis ins Finale, das er in drei Sätzen gegen Marc Gicquel verlor.

### 2013–2017: Zweimal zweite Runde bei Grand Slams
Das Jahr 2013 verlief für Bachinger nur wenig erfolgreich. Er konnte sich für keines der vier Grand-Slam-Turniere fürs Hauptfeld qualifizieren, auf der ATP World Tour erreichte er als bestes Ergebnis die zweite Runde in Rotterdam. Erfolgreicher war aus seiner Sicht dann das Jahr 2014. Bei den US Open kam er erstmals in die zweite Runde und unterlag in drei Sätzen dort Andy Murray. In Stockholm erreichte er als Qualifikant das Halbfinale des ATP-250-Turniers, beim Challenger-Turnier von St. Ulrich in Gröden das Finale. Auch bei den Australian Open im Jahr darauf kam er nach erfolgreicher Qualifikation und Erstrundensieg gegen Pablo Cuevas in die zweite Runde. Die erfolgreiche Qualifikation fürs Hauptfeld bei den French Open war bis Ende 2017 dann jedoch das letzte Mal, dass er im Hauptfeld eines Grand-Slam-Turniers stand. Nach einer eher schwachen Saison 2016 war Bachinger 2017 zumindest bei den unterklassigen Turnieren dann wieder erfolgreicher. In Italien gewann er im August zunächst ein Future-Turnier, im September in Gwangju nach mehr als sechs Jahren wieder einen Challenger-Titel.

### Seit 2018: Finale ATP-Turnier
Die ersten Monate des Jahres 2018 verliefen für Bachinger wenig erfolgreich. Während er sich noch für das Hauptfeld der Australian Open qualifizieren konnte und dort gegen David Goffin verlor, schied er bei den anderen Grand Slams jeweils bereits in der Qualifikation aus. Bei Challenger-Turnieren kam er nie über das Viertelfinale hinaus, auf der ATP World Tour stand er lediglich bei den Turnieren in München und Halle im Hauptfeld. In München gewann er sein bis dato einziges Match des Jahres auf der World Tour. Deutlich erfolgreicher war Bachinger dann in der zweiten Jahreshälfte. Im September erreichte er in Manacor sein 13. Challenger-Finale, welches er gegen den Australier Bernard Tomic verlor. Drei Wochen später gelang ihm als Qualifikant beim Hartplatzturnier in Metz sein größter Erfolg: Nach einem Überraschungssieg in seinem dritten ATP-Halbfinale gegen den Weltranglistenzwölften und Setzlistenersten Kei Nishikori zog er ins Finale des Hallenturniers ein. Dort verlor er in zwei Sätzen gegen den Franzosen Gilles Simon. Im November erreichte er zudem das Halbfinale des Challenger-Turniers von Bratislava.
In den Jahren 2019 und 2020 konnte Bachinger an die Ergebnisse des Vorjahres nicht ganz anknüpfen. Das erfolgreichste Turnier auf der ATP-Tour spielte er im Februar 2019 in Marseille, wo er das Viertelfinale erreichte. Zudem kam er bei fünf Challenger-Turnieren ebenfalls ins Viertelfinale. Im März 2021 gelang ihm dann in Biella erneut der Einzug in ein Challenger-Finale, das er in drei umkämpften Sätzen gegen Daniel Masur verlor.
Am 17. April 2023 beendete Bachinger seine Karriere nach einem Erstrundenaus in der Doppelkonkurrenz bei den BMW Open in München.

## Erfolge
| Legende (Anzahl der Siege)  |
| Grand Slam                  |
| ATP World Tour Finals       |
| ATP World Tour Masters 1000 |
| ATP World Tour 500          |
| ATP World Tour 250          |
| ATP Challenger Tour (8)     |

### Einzel

#### Turniersiege
| Nr. | Datum              | Turnier      | Belag         | Finalgegner      | Ergebnis      |
| --- | ------------------ | ------------ | ------------- | ---------------- | ------------- |
| 1.  | 4. November 2007   | Louisville   | Hartplatz (i) | Donald Young     | 0:6, 7:5, 6:3 |
| 2.  | 14. November 2010  | Loughborough | Hartplatz (i) | Frederik Nielsen | 6:3, 3:6, 6:1 |
| 3.  | 17. April 2011     | Athen        | Hartplatz     | Dmitri Tursunow  | kampflos      |
| 4.  | 24. September 2017 | Gwangju      | Hartplatz     | Yang Tsung-hua   | 6:3, 6:4      |

#### Finalteilnahmen
| Nr. | Datum              | Turnier | Belag         | Finalgegner  | Ergebnis  |
| --- | ------------------ | ------- | ------------- | ------------ | --------- |
| 1.  | 23. September 2018 | Metz    | Hartplatz (i) | Gilles Simon | 6:72, 1:6 |

### Doppel

#### Turniersiege
| Nr. | Datum            | Turnier   | Belag       | Partner          | Finalgegner                      | Ergebnis          |
| --- | ---------------- | --------- | ----------- | ---------------- | -------------------------------- | ----------------- |
| 1.  | 19. Juli 2009    | Rimini    | Sand        | Dieter Kindlmann | Leonardo Azzaro Marco Crugnola   | 6:4, 6:2          |
| 2.  | 27. Juni 2010    | Marburg   | Sand        | Denis Gremelmayr | Guillermo Olaso Grega Žemlja     | 6:4, 6:4          |
| 3.  | 27. Februar 2011 | Wolfsburg | Teppich (i) | Simon Stadler    | Dominik Meffert Frederik Nielsen | 3:6, 7:63, [10:7] |
| 4.  | 17. August 2014  | Meerbusch | Sand        | Dominik Meffert  | Gong Maoxin Peng Hsien-yin       | 6:3, 3:6, [10:6]  |

#### Finalteilnahmen
| Nr. | Datum         | Turnier | Belag     | Partner     | Finalgegner                  | Ergebnis         |
| --- | ------------- | ------- | --------- | ----------- | ---------------------------- | ---------------- |
| 1.  | 24. Juli 2011 | Atlanta | Hartplatz | Frank Moser | Alex Bogomolow Matthew Ebden | 6:3, 5:7, [8:10] |